# 广东省博罗县“10·16”事件
广东省博罗县“10·16”事件是指於2005年10月16日，在中國廣東省惠州市博羅縣東江水利樞紐工程工地的斗殴中，多人受伤，以及两名重庆开县籍农民工在被迫跳入东江后溺水身亡的事件，事件中另有十一人受伤。
根據《重慶商報》、《am730》及其它媒体的報導，一批合共102人的民工在完成水電站大壩工作後，由於被拖欠26萬人民幣的薪金，所以前往工程工地，要求資方償還欠薪。10月16日，當中的46位民工代表再次前往工地索償，這時有人高呼「兄弟們出來，給我打！」，之後一批身穿迷彩軍服、頭戴紅頭盔、手持鋼管的彪形大漢出現，向索償的民工追打，並把當中五人趕入河裡，造成一人溺斃、一人失蹤，多人受傷。事後資方只願意支付傷者六萬多元的手術費當中的二萬元，並否認指派任何人向索償民工施襲。